# Lohbach (Dorfbach)
Der Lohbach (auch Lohbächle) ist ein 900 Meter langer Verbindungsfluss zwischen dem Waldbach Lindersbach und dem Dorfbach in Oberschopfheim, einem Ortsteil der Gemeinde Friesenheim im baden-württembergischen Ortenaukreis.

## Geografie
Der Beginn des Lohbachs kennzeichnet eine Abzweigung des Lindersbachs, die nach etwa 350 Metern versickert. Er wird unter dem Dreiangel in Oberschopfheim vom Aubach gespeist und mündet beim Austritt an die Oberfläche in den Dorfbach, dieser über die Schutter in die Kinzig.

### Lindersbach
Der Lindersbach ist der rechte Quellbach des Lohbaches. Er vereinigt sich mit einem Graben zum Lohbach.

### Verlauf
Große Teile des Lohbachs sind unterirdisch kanalisiert und verlaufen unterhalb der Wohngebiete in Oberschopfheim. Nach Vereinigung zwischen dem Lindersbach und einem Graben fließt der Lohbach in einer leichten Rechtskurve in nordwestlicher Richtung auf Oberschopfheim zu, dessen Wohngebiet er nach ca. 150 Metern erreicht. Von nun an markiert er die Grenze zwischen Wohngebiet und Ackerland, bis er unter einem Haus in der Raiffeisenstraße endgültig in den bewohnten Teil Oberschopfheims fließt. Nach Unterquerung der Straße verläuft der Lohbach kanalisiert an der Oberfläche weiter, bevor er in einen unterirdischen Kanal mündet. Dieser fließt unter der Oberdorfstraße weiter zum Dreiangel, wo er mit dem Aubach zusammen den Dorfbach bildet, welcher zur Leutkirche weiterfließt.